# Lothar Mertens
Lothar Mertens (* 2. Januar 1959 in Leverkusen; † 4. Dezember 2006 in Berlin) war ein deutscher Historiker und Sozialwissenschaftler.

## Leben und Werk
Lothar Mertens studierte Geschichte, katholische Theologie und Soziologie an der Ruhr-Universität Bochum und an der Universität zu Köln. In Bochum promovierte er 1990 mit der Arbeit Die Entwicklung des Frauenstudiums in Deutschland im Fach Sozialwissenschaften zum Dr. rer. soc., 1996 an der Universität Potsdam mit der Arbeit Unermüdlicher Kämpfer für Frieden und Menschenrechte. Leben und Wirken von Kurt R. Grossmann im Fach Geschichte zum Dr. phil.
Die Habilitation erfolgte 1996 in Bochum mit der Arbeit Davidstern unter Hammer und Zirkel – Die jüdischen Gemeinden in der SBZ/DDR und ihre Behandlung durch Partei und Staat 1945–1990. Anschließend lehrte er in Bochum als Privatdozent. Er beschäftigte sich gemeinsam mit Wilhelm Bleek mit dem Dissertationswesen in der DDR. Daraus entwickelte sich eine intensive Beschäftigung mit mehreren Themenbereichen der vornehmlich geisteswissenschaftlichen Forschung in der DDR, darunter den DDR-Historikern und der Akademie der Wissenschaften der DDR. In diesen Arbeiten setzte er sich sehr kritisch mit der wissenschaftlichen Forschung in der DDR auseinander. Unter anderem übernahm er Arnulf Barings Ansicht, das in der DDR erworbene Wissen sei „auf weite Strecken unbrauchbar“.
Mertens war ein sehr produktiver Autor. Bis zu seinem frühen Tod verzeichnete die Deutsche Nationalbibliothek 24 Bücher, an denen er als Autor, Co-Autor oder Herausgeber beteiligt war. Neben der Kritik an der staatstragenden Geschichtsauffassung, insbesondere an der Ideologie in der akademischen Bildung in der DDR beschäftigte er sich auch mit der allgemeinen Bildungsgeschichte, der Geschichte des jüdischen Lebens in Deutschland im 20. Jahrhundert und den Beziehungen zwischen Deutschland und Israel.

## Rezeption
Mertens’ Arbeiten zur Wissenschaftsgeschichte der DDR sind vor allem von ehemaligen DDR-Wissenschaftlern kritisiert worden. Ihm wurden dabei unsauberes Arbeiten und allzu einseitige Schlüsse vorgeworfen. Mario Keßler kritisierte, dass Mertens die Ansprüche an angemessene und auch selbstkritische Reflexion, die er an die Geschichtswissenschaft der DDR gestellt hatte, bei seiner eigenen Arbeit über die DDR-Historie nicht eingehalten habe.
Darüber hinaus wurden von Mertens verwendete Begriffe wie „rote Kader“ für DDR-Forscher und „rote Denkfabrik“ für die Akademie für Gesellschaftswissenschaften beim ZK der SED von manchen Autoren kritisch betrachtet. Eberhard Fromm kritisierte etwa, Mertens habe fast alle Mitarbeiter der Akademie für Gesellschaftswissenschaften beim ZK der SED als austauschbar beschrieben „wie einzelne Glühlampen in einer langen Lichterkette“.

## Schriften (Auswahl)
- Alija. Die Emigration der sowjetischen Juden. Brockmeyer, Bochum 1991, ISBN 3-88339-940-X.
- mit Wilhelm Bleek: DDR-Dissertationen. Promotionspraxis und Geheimhaltung von Doktorarbeiten im SED-Staat. Westdeutscher Verlag, Opladen 1994, ISBN 3-531-12614-8.
- Unermüdlicher Kämpfer für Frieden und Menschenrechte. Leben und Wirken von Kurt R. Grossmann. Duncker und Humblot, Berlin 1996, ISBN 3-428-08914-6 (= Beiträge zur politischen Wissenschaft, Band 97).
- Davidstern unter Hammer und Zirkel. Die jüdischen Gemeinden in der SBZ/DDR und ihre Behandlung durch Partei und Staat 1945–1990. Olms, Hildesheim u. a. 1997, ISBN 3-487-10332-X (= Haskala, Band 18).
- mit Dieter Voigt (Hrsg.): Opfer und Täter im SED-Staat (= Schriftenreihe der Gesellschaft für Deutschlandforschung. Band 58). Duncker und Humblot, Berlin 1998, ISBN 3-428-09422-0.
- Wider die sozialistische Familiennorm. Ehescheidungen in der DDR 1950–1989. Westdeutscher Verlag, Opladen-Wiesbaden 1998, ISBN 3-531-13310-1.
- (Hrsg.): Soziale Ungleichheit in der DDR. Zu einem tabuisierten Strukturmerkmal der SED-Diktatur. Duncker und Humblot, Berlin 2002, ISBN 3-428-10523-0 (= Schriftenreihe der Gesellschaft für Deutschlandforschung. Band 82).[3]
- (Hrsg.): Unter dem Deckel der Diktatur. Soziale und kulturelle Aspekte des DDR-Alltags. Duncker und Humblot, Berlin 2003, ISBN 3-428-11142-7 (= Schriftenreihe der Gesellschaft für Deutschlandforschung. Band 84).
- mit Wilhelm Bleek (Hrsg.): Bibliographie der geheimen DDR-Dissertationen. = Bibliography of secret dissertations in the German Democratic Republic. Saur, München 2004, ISBN 3-598-11209-2.
- „Nur politisch Würdige“. Die DFG-Forschungsförderung im Dritten Reich 1933–1937. Akademie, Berlin 2004, ISBN 3-05-003877-2.
- Rote Denkfabrik? Die Akademie für Gesellschaftswissenschaften beim ZK der SED. Lit, Münster 2004, ISBN 3-8258-8034-6 (= Studien zur DDR-Gesellschaft. Band 10).[4]
- Lexikon der DDR-Historiker. Biographien und Bibliographien zu den Geschichtswissenschaftlern aus der Deutschen Demokratischen Republik. Saur, München 2006, ISBN 3-598-11673-X.[5][6]
- (Hrsg.): Bilanz und Perspektiven des deutschen Vereinigungsprozesses. Duncker und Humblot, Berlin 2006, ISBN 3-428-12149-X (= Schriftenreihe der Gesellschaft für Deutschlandforschung. Band 90).
- Priester der Klio oder Hofchronisten der Partei? Kollektivbiographische Analysen zur DDR-Historikerschaft. V und R Unipress, Göttingen 2006, ISBN 3-89971-307-9 (= Hannah-Arendt-Institut für Totalitarismusforschung e. V. an der TU Dresden. Berichte und Studien. Nr. 52).[7]
- Religion und Politik. Die wechselvolle 130jährige Geschichte der jüdischen Gemeinde Adass Jisroel zu Berlin. Köster, Berlin 2006, ISBN 3-89574-625-8 (= Karlsruher Forschungsstudien. Deutschland und Europa. Band 1).